# Trichosteleum graminicolor
Trichosteleum graminicolor là một loài rêu trong họ Sematophyllaceae. Loài này được (Brid.) A. Jaeger mô tả khoa học đầu tiên năm 1878.